# Förstakammarvalet i Sverige 1962
Förstakammarvalet i Sverige 1962 var ett val i Sverige till Sveriges riksdags första kammare. Valet hölls i den andra valkretsgruppen i september månad 1962 för mandatperioden 1963-1970.
Två valkretsar utgjorde den andra valkretsgruppen: Stockholms läns och Uppsala läns valkrets och Västerbottens läns och Norrbottens läns valkrets. Ledamöterna utsågs av valmän från de landsting som valkretsarna motsvarade. Ordinarie val till den andra valkretsgruppen hade senast ägt rum 1954.

## Valmän
| Landsting    | H    | C    | F    | S    | SKP | Totalt |
| ------------ | ---- | ---- | ---- | ---- | --- | ------ |
| Landsting    |      |      |      |      |     | Totalt |
| Stockholm    | 26   | 6    | 17   | 48   | 1   | 98     |
| Uppsala      | 6    | 7    | 6    | 20   | 0   | 39     |
| Västerbotten | 9    | 9    | 13   | 30   | 0   | 61     |
| Norrbotten   | 9    | 6    | 2    | 36   | 10  | 63     |
| Totalt       | 50   | 28   | 38   | 134  | 11  | 261    |
| %            | 19,2 | 10,7 | 14,6 | 51,3 | 4,2 | 100,0  |

## Mandatfördelning
Den nya mandatfördelningen som gällde vid riksdagen 1963 innebar att Socialdemokraterna behöll egen majoritet. 
| Parti  | Parti                        | FK 1962 | 2:a valkretsgruppen | 2:a valkretsgruppen | 2:a valkretsgruppen | FK 1963 |
| Parti  | Parti                        | FK 1962 | Innan               | Efter               | Ändring             | FK 1963 |
| ------ | ---------------------------- | ------- | ------------------- | ------------------- | ------------------- | ------- |
|        | Socialdemokraterna           | 77      | 12                  | 12                  | ▬                   | 77      |
|        | Folkpartiet                  | 29      | 5                   | 3                   | ▼2                  | 27      |
|        | Högerpartiet                 | 23      | 2                   | 5                   | ▲3                  | 26      |
|        | Centerpartiet                | 19      | 2                   | 2                   | ▬                   | 19      |
|        | Sveriges kommunistiska parti | 3       | 1                   | 0                   | ▼1                  | 2       |
| Totalt | Totalt                       | 151     | 22                  | 22                  | ▬                   | 151     |

## Invalda riksdagsledamöter
Stockholms läns och Uppsala läns valkrets:
- Gunnar Hübinette, h
- Gunnar Wallmark, h
- Henrik Åkerlund, h
- Ferdinand Nilsson, c
- Erik Alexanderson, fp
- Ruth Hamrin-Thorell, fp
- Einar Eriksson, s
- Arne Geijer, s
- Nils Hjorth, s
- Erik Jansson, s
- Sture Palm, s
- Annie Wallentheim, s

Västerbottens läns och Norrbottens läns valkrets:
- Nils-Eric Gustafsson, c
- Per Jacobsson, fp
- Per Petersson, h
- Gunvor Stenberg, h
- Thure Dahlberg, s
- Uno Hedström, s
- Hjalmar Nyström, s
- Gunnar Rönnberg, s
- Lage Svedberg, s
- Thore Sörlin, s